# Juan Andrés Ramírez Chain
Juan Andrés Ramírez Chain (Buenos Aires, Argentina, 16 de agosto de 1875-6 de enero de 1963) fue un abogado, periodista y político uruguayo.

## Biografía
Descendiente de José Ramírez Pérez, saladerista en el antiguo Montevideo. Hijo de Gonzalo Ramírez Álvarez y Obes y de Irene Chain Pacheco. Se casó con María Adelaida García Morales, con quien tuvo 6 hijos: María Luisa, Irene (madre del abogado y político Gonzalo Aguirre Ramírez), José Antonio (padre del abogado y político Juan Andrés Ramírez Turell), Juana, Juan Andrés y María Adelaida. Tras su viudez, fue compañero de Hilde Arndt con una relación  que duró hasta su muerte.
Falleció en 1963. Le fueron tributados honores de Ministro de Estado.

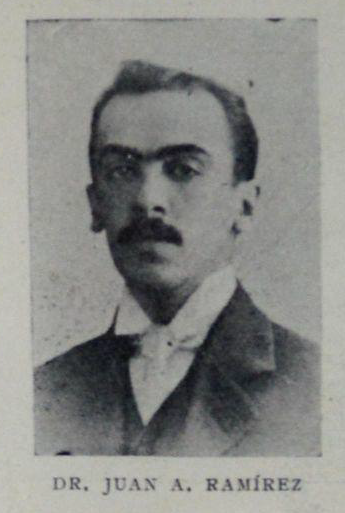

Entre sus nietos se destacaron los políticos nacionalistas Juan Andrés Ramírez Turell y Gonzalo Aguirre Ramírez.

## Actividad periodística
Desde muy joven incursionó en el periodismo, ingresando a El Siglo, cuya dirección asumiría años más tarde. También promovió la publicación de Las Primeras Ideas, cuya dirección compartió con Leonel Aguirre y Luis Alberto de Herrera. En 1898 sucederá a su tío Carlos María Ramírez en la dirección de La Razón. En 1912 accede al Diario del Plata, que a partir de 1914 se llamará El Plata, que dirigiría hasta su muerte.
Utilizó el seudónimo "El niño de la bola" para firmar algunos de sus trabajos periodísticos y el seudónimo "Sphinx" para publicar en el diario El Siglo (Uruguay) durante la dirección de Eduardo Acevedo
En 1959 recibió una mención especial del premio María Moors Cabot al periodismo.

## Actividad académica
Estudió abogacía en la Universidad de la República. En dicha casa de estudios ejerció la docencia del Derecho Constitucional.

## Actividad política
Se destacó como dirigente político, integrado a las filas del Partido Nacional, por el cual ingresa a la Cámara de Diputados en 1913. En 1932 fue presidente del Senado. Años después integraría la escisión conocida como Partido Nacional Independiente.